# Markéta Fišerová
Markéta Fišerová (* 19. února 1960 Kladno) je bývalá česká herečka. Do 80. let hrála v několika seriálech (My všichni školou povinní, Třetí patro) a filmech. V roce 1986 ji postihla cévní mozková příhoda, v důsledku níž ochrnula a skončila na invalidním vozíku. Jejím manželem je Marek Eben.

## Filmografie

### Film
- 1976 Smrt mouchy
- 1977 Řeknem si to příští léto
- 1983 Pod nohama nebe
- 1986 Krajina s nábytkem

### Televize
- 1981 Kocourek Modroočko (TV film) – role: Zelenoočka
- 1984 My všichni školou povinní (seriál) – role: vychovatelka na internátu Ajka Šimková
- 1984 Bakaláři (TV cyklus příběhů) epizoda: Štěstí
- 1985 Tvář za oknem (TV film) – role: Marie Droznová. (Životopisný film o spisovateli a básníkovi Vojtěchu Martínkovi. Hlavní roli Martínka ztvárnil Marek Eben).
- 1985 Třetí patro (seriál) – role: vychovatelka Růžičková
- 1985 Pusu, pusu, pusu! (TV film) – role: Marcela
- 1985 Nevěsta (TV film)
- 1985 Princezny nejsou vždy na vdávání (TV film)
- 1986 Tchyně (TV film)
- 1986 O štěstí a kráse (TV film) – dvojrole: princezna Marion a pradlenka Madlenka

### Hudební klipy a televizní písničky
- 1981 „Tichá domácnost“ („Manželská“) – (text a hudba Marek Eben), zpívají Markéta Fišerová a Marek Eben
- „Píseň koček“ (text a hudba Marek Eben),  zpívá Markéta Fišerová s Markem Ebenem[1]
- Zpívánky
- 1984 Slůvka – (hudba, text a zpěv Petr Sepeši), role: studentka